# Karl Groß (Politiker, 1883)
Karl Groß (* 15. September 1883 in Wolfstein; † 10. April 1949 in Landstuhl) war ein deutscher Politiker (FDP).
Groß besuchte das Gymnasium Kaiserslautern und studierte Rechtswissenschaften in München und Würzburg. Er schloss das Studium mit der Promotion zum Dr. jur. ab. Seit 1910 war er als Rechtsanwalt in Kaiserslautern tätig. Im Ersten Weltkrieg war er Soldat. Danach war er kaufmännischer Betriebsleiter bei der Textilfabrik Süßdorf & Co. in Ramstein.
In der Weimarer Republik war er Mitglied der Deutschen Volkspartei. 1921/22 war er aktiv in der Abwehr des Separatismus und im passiven Widerstand tätig. Zwischen 1923 und 1925 war er durch die französische Besatzungsmacht ausgewiesen. Nach der Machtergreifung der Nationalsozialisten 1933 wurde er mehrfach verhaftet. 1940 bis 1944 leistete er erneut Kriegsdienst. Nach dem Krieg wurde er Mitglied der DP/FDP. In der 1. Wahlperiode gehörte er vom 29. Juli 1947 bis zum 8. April 1948 und erneut vom 9. Juli 1948 bis zu seinem Tod für die FDP dem Rheinland-Pfälzischen Landtag an. Beim ersten Mal rückte er für Fritz Neumayer, beim zweiten Mal für Carl Neubronner nach. Im Landtag war er Mitglied im Sozialpolitischen Ausschuss und Wirtschafts- und Verkehrsausschuss. Er war auch Mitglied des Kreistags.